# Hällingsjö
Hällingsjö – miejscowość (tätort) w Szwecji, w regionie administracyjnym (län) Västra Götaland, w gminie Härryda.
Według danych Szwedzkiego Urzędu Statystycznego liczba ludności wyniosła: 459 (31 grudnia 2015), 512 (31 grudnia 2018) i 499 (31 grudnia 2019).